# Clettharina
Clettharina is een geslacht van vlinders van de familie visstaartjes (Nolidae), uit de onderfamilie Chloephorinae.

## Soorten
- C. nitens Hampson, 1894